# Geoffrey Winthrop Young
Pour les articles homonymes, voir Young.
Geoffrey Winthrop Young (1876 – 1958) est un alpiniste et grimpeur britannique auteur de premières ascensions notables dans les Alpes avant la Première Guerre mondiale.

## Alpinisme
Geoffrey Winthrop Young commence l'escalade peu de temps avant de suivre des études de littérature classique au Trinity College de Cambridge où il gagne deux années de suite un prix de poésie et reçoit la Chancellor's Medal for English Verse. Il écrit en 1899 un guide humoristique The Roof Climbers Guide to Trinity, parodiant les topo-guides alpins, et décrivant les escalades des bâtiments de l'université.
Young visite les Alpes dès 1897, entre autres l'Oberland et les Alpes pennines. Il entre à l'Alpine Club en 1900 avec le parrainage d'Alfred Wills. Cette même année, le 7 septembre, il ouvre une nouvelle voie dans la face ouest du Weisshorn.
Toujours dans les Alpes, il constitue dans les années d'avant-guerre avec son guide le valaisan Joseph Knubel une des plus fortes cordées des débuts de « l'alpinisme acrobatique ». Après la conquête des sommets de la seconde moitié du XIXe siècle et à l'instar des cordées Mummery-Burgener et V.J.E. Ryan-Lochmatter, Young et Knubel entreprennent l'ascension des arêtes et faces difficiles. Leur association dure jusqu'à la Première Guerre mondiale.
En Grande-Bretagne, il ouvre des voies au Lake District et à Snowdonia au Pays de Galles. Il organise de 1907 à 1914 des rassemblements au Pen-y-Pass (près de Snowdonia) auxquels participent J. M. Archer Thompson, George Leigh Mallory, Siegfried Herford, John Percy Farrar et Oscar Eckenstein.
En 1941, Geoffrey Winthrop Young est président de l'Alpine Club et sous son impulsion le British Mountaineering Council est créé en 1945.
La pointe Young (3 996 m) des Grandes Jorasses a été nommée en son honneur.

### Premières
- 1905 - Face sud-est du Weisshorn avec V. J. E. Ryan et les guides Joseph Knubel et J. et G. Lochmatter, le 28 août[4]
- 1906 - Face sud-ouest du Täschhorn avec V. J. E. Ryan et les guides Joseph Knubel, Franz et J. Lochmatter, le 11 août[4]
- 1906 - Arête Young au sommet est du Breithorn avec R. J. Major, C.D. Robertson et les guides Joseph Knubel, M. Ruppen, le 18 août[4]
- 1907 - Traversée aiguille du Midi-aiguille du Plan avec Joseph Knubel, le 10 août
- 1907 - Versant est du Zinalrothorn avec C.D. Robertson et les guides J. Knubel, H. Pollinger, le 21 août[4]
- 1909 - Arête sud-est du Nesthorn (Alpes bernoises) avec C.D. Robertson et George Leigh Mallory, le 4 août
- 1909 - Versant nord-est du Weisshorn avec Oliver Perry-Smith et le guide J. Knubel, le 31 août[4]
- 1911 - Arête du Brouillard au mont Blanc par le col Émile Rey, avec Karl Blodig, Humphrey Owen Jones et le guide Joseph Knubel, le 9 août[4]
- 1911 - Première descente de l'arête des Hirondelles des Grandes Jorasses avec H. O. Jones et le guide Joseph Knubel, le 11 août[4]
- 1911 - Arête ouest des Grandes Jorasses avec H. O. Jones et les guides Joseph Knubel et Laurent Croux, le 14 août[4]
- 1911 - Versant Mer de Glace du Grépon H. O. Jones et R. Todhunter, et les guides Joseph Knubel et H. Brocherel, le 19 août[4]
- 1914 - Première ascension en libre de la dent du Géant avec Joseph Knubel
- 1914 - Arête sud-ouest du Gspaltenhorn (Alpes bernoises) avec S. Herford et les guides J. Knubel et H. Brantschen, le 14 juillet[4]

## Première Guerre mondiale
Durant la guerre Young est d'abord correspondant pour le News Chronicle, puis en tant qu'objecteur de conscience ambulancier pour la Friends' Ambulance Unit. Le 31 août 1917, il est blessé par une explosion et amputé d'une jambe. Cela ne l'empêche pas de continuer l'alpinisme après la guerre avec une jambe artificielle et de gravir les voies normales du Cervin en 1928, du mont Rose en compagnie de Franz Lochmatter, des Petits Charmoz, de la Dent du Requin, du Grépon en 1929 et finalement du Zinalrothorn en 1935.

## Éducation
En 1920 il publie un manuel d'alpinisme intitulé Mountain Craft auquel contribuent aussi Oscar Eckenstein et John Norman Collie. Le rédacteur de l'Alpine Club, John Percy Farrar, écrit à Young : « The book is magnificent... It will be standard for so long as mankind is interested in mountaineering. The profound amount of work put into it staggers me. »
Il travaille pour la Rockefeller Foundation, passant beaucoup de temps en Allemagne. Il aide Kurt Hahn qu'il avait rencontré avant la guerre à immigrer en Angleterre en 1934. De leur collaboration et de leurs projets éducatifs naissent le Duke of Edinburgh Award et l'International Award Association, ainsi que le mouvement Outward Bound après la Seconde Guerre mondiale.

## Ouvrages
- Mountain Craft, Scribner, 1920 sur googlebooks
- On High Hills : memories of the Alps, Dutton, 1927
  - (fr) Geoffrey Winthrop Young, Mes Aventures alpines, Éditions V. Attinger, traduit par B. Lemoine, 1926 (rééd. 1936)
  - (fr) Geoffrey Winthrop Young, Nouvelles escalades dans les Alpes 910-1914, Victor Attinger, 1939
- Collected Poems, 1936 sur googlebooks
- Mountains with a Difference, 1951